# Казік Сташевський
Казік (Казимир) Сташевський (пол. Kazik (Kazimierz Piotr) Staszewski, нар. 12 березня 1963) — польський музикант, співак та саксофоніст.

## Біографія
Народився у Варшаві в родині поета та барда Станіслава Сташевського, внук краєзнавця Казимира Сташевського. Виховувався матір'ю Кристиною та бабусею, оскільки його батько виїхав до Франції, коли Казікові було 4 роки. Після закінчення ліцею ім. Миколая Рея вступив на навчання до Інституту соціології Варшавського університету, але його не закінчив.
З 1984 року одружений з Анною Сташевською, із котрою має двох синів: Казимира і Яна. Проживає в Польщі та кілька тижнів щорічно на о. Тенерифе, де має помешкання.
Був колумністом «Газети Виборчої», з 2005 року відмовився, закидаючи редакції цензурування.

## Музична кар'єра
Першим музичним гуртом, у якому виступав Казік, був Poland, заснований Робертом Шмідтом. Існував цей гурт в 1979–1980 роках, з ним Казік записав твори «Młodzi Warszawiacy» та «Wojny». В 1981 році на основі Poland засновує Novelty Poland, а в 1982 році — Kult. З 1991 року має сольну кар'єру.
Першим сольним альбомом був Spalam się з хітами «Dziewczyny», «Piosenka trepa» чи розтиражовану «Jeszcze Polska», у котрій сенатор Ян Шафранський дошукався пасквілю на гімн Польщі та подав на співака до суду. Справу було закрито. Розголосу набула також пісня з наступного альбому Spalaj się! «100 000 000» із приспівом Валенса, давай наші сто мільйонів! Цей твір виконано раніше на фестивалі в Сопоті, вона нав'язувала до невиконаних виборчих обіцянок.
В 1995 році вийшов альбом Oddalenie, записаний в домашній студії. Одна із його пісень «Łysy jedzie do Moskwy», стосувалася поїздки тодішнього прем'єр-міністра Польщі Юзефа Олекси до Москви, котра відбулася під час військової агресії Кремля в Чечні. Найбільшу популярність отримав альбом 12 groszy, записаний в 1997 році, його хітом стала однойменна з альбомом пісня «12 groszy». Також на диску знайшли місце пісні, написані Казіком до фільму Олафа Любашенка «Штос».
В 1998 році приєднався до гурту El Doopa. В 2000 році вийшов альбом Melassa з хітами «4 pokoje», записаним спільно з Едитою Бартошевич та «Mars napada» і «Gdybym wiedział to, co wiem». Казік записав також три альбоми, що містили власні інтерпретації творів Курта Вайля та Ніка Кейва (Melodie Kurta Weill'a i coś ponadto, 2001), Тома Вейтса (Piosenki Toma Waitsa, 2003) в перекладах Романа Колаковського та польського гурту Silna Grupa pod Wezwaniem (Silny Kazik Pod Wezwaniem, 2008).
В 2004 році вийшов альбом Czterdziesty Pierwszy з піснею «Polska płonie», а рік пізніше Los się musi odmienić (деякі пісні походили зі звукової доріжки фільму Лешека Восевича Кафе «Роздоріжжя», у якому Казік зіграв епізодичну роль). Сташевський записав також музику до фільмів «ПітБулль», «Шаленці», Баладу про Яцека Вишневського до фільму «Чорний четвер», «Yuma», як теж спільно з гуртом Kult пісню «Czarne Słońca» до однойменного фільму. В 2005–2009 роках був вокалістом гурту Buldog.
Казік отримав багато нагород (паспорт «Політики», Фридерики, Махінери, премію MTV), але рідко їх забирав. Про Казіка Сташевського і Kult розповідає книга Лешека Ґноїнського «Kult Казіка» та Веслава Вайсса «Kult». «Біла Книга» (2009) містить поміж іншим тексти та історію виникнення усіх пісень гурту. В травні 2008 року вийшов збірник колонок Казіка під титулом «Не пісні».

## Дискографія
- Spalam się (1991)
- Spalaj się! (1993)
- Oddalenie (1995)
- 12 groszy (1997)
- Melassa (2000)
- Melodie Kurta Weill'a i coś ponadto (2001)
- Piosenki Toma Waitsa (2003)
- Czterdziesty Pierwszy (2004)
- Los się musi odmienić (2005)
- Silny Kazik pod wezwaniem (2008)
- Wiwisekcja (2015, и Kwartet ProForma)
- Tata Kazika kontra Hedora (2017, и Kwartet ProForma)
- Utwory odnalezione (2017)
- Zaraza (2020)